# Katarina Ristić
Pour les articles homonymes, voir Ristic.
Katarina Ristić (née le 13 avril 1984 à Kranj, Slovénie) est une joueuse slovène de basket-ball, évoluant au poste de meneuse.

## Biographie
Katarina Ristić a d'abord joué en Slovénie avant de partir à l'étranger. « Moi, je suis partie [de Slovénie] il y a huit ans. J’ai commencé en Pologne, et après j’ai changé souvent. Ce n’est pas vraiment un choix. Il y a eu des problèmes, des clubs qui ne payaient pas. La vie, quoi. Si ça ne tenait qu’à moi, je préfèrerais me poser un peu… ». Elle a ainsi joué en Grèce, Turquie, Suède et en Slovaquie,. 
Après une blessure du ligament croisé, elle devient pour la saison 2010-2011 en Hongrie la meilleure passeuse du championnat national local (5,3 passes décisives par match).
Elle rejoint l'équipe de Parme en 2014 puis l'ESB Villeneuve d'Ascq pour la saison 2014-2015.
En 2017, elle rejoint l'Amicale laïque Aplemont Le Havre évoluant en Nationale 1 et dirigée par Laurent Chamu.

## Carrière
- 2006-2007 -  KK Škofja Loka
- 2007-2008 -  Gorzów
- 2008-2009 -  Jelenia Góra
- 2009-2009 -  Energa Torun
- 2009-2010 -  Livourne
- 2010-2011 -  Szolnoki Olaj
- 2011-2012 -  Asteras Exarchion
- 2012-2012 -  Hapoel Petah Tikva
- 2012-2013 -  Adana Botas
- 2013-2013 -  Solna Vikings
- 2013-2013 -  MBK Ružomberok
- 2013-2014 -  ASD Basket Parme
- 2014-2015 -  ESB Villeneuve-d'Ascq
- 2017-2018 -  Amicale laïque Aplemont Le Havre

## Palmarès
- Vainqueur de l'Eurocoupe 2015[4]